# Autoridade Nacional de Proteção de Dados
A Autoridade Nacional de Proteção de Dados  (ANPD) é uma Autarquia especial federal, vinculada ao Ministério da Justiça e Segurança Pública (MJSP), que possui atribuições relacionadas a proteção de dados pessoais e da privacidade, devendo, sobretudo,realizar a fiscalização do cumprimento da Lei Geral de Proteção de Dados Pessoais (Lei nº 13.709/2018)), conhecida também pela sigla LGPD.
A entidade foi criada pela Medida Provisória (MP) nº 869, de 27 de dezembro de 2018, posteriormente convertida na Lei nº 13.853, de 8 de julho 2019.

## História
Originalmente, a criação da ANPD estava prevista no texto do Projeto de Lei (PL) n° 4.060/2012 (ou "PLC 53/2018", identificação recebida pelo PL no Senado Federal). Contudo, após ser aprovado por unanimidade e em regime de urgência pelo Plenário do Senado, o texto teve uma série de vetos do então Presidente em exercício Michel Temer, sendo um deles a criação da ANPD, sob a justificativa de que havia inconstitucionalidade no processo legislativo (inconstitucionalidade formal), em virtude do fato de a Constituição determinar que a criação de órgãos públicos do Poder Executivo deve ser tratada em lei proposta pelo Presidente da República, e não pelo Poder Legislativo  (vício de iniciativa).
A MP n° 869/2018, que altera a LGPD, reinserindo a criação da ANPD, foi aprovada pelo Plenário da Câmara dos Deputados, sob a relatoria do deputado Orlando Silva (PCdoB-SP), no dia 28 de maio de 2019. No dia seguinte, o Senado  também aprovou a medida, sob a relatoria do senador Rodrigo Cunha (PSDB-AL). No dia 8 de julho de 2019, o então Presidente Jair Bolsonaro sancionou o texto que prevê a criação da ANPD, surgindo assim a Lei nº 13.853, de 8 julho de 2019.
A criação de uma autoridade nacional independente para fiscalizar o cumprimento da LGPD faz com que o Brasil esteja de acordo com o Regulamento Geral sobre a Proteção de Dados da União Europeia, o que torna o país capacitado para o intercâmbio de dados pessoais com países do bloco europeu.

## Composição
A Autoridade Nacional de Proteção de Dados (ANPD) é composta por seu Conselho Diretor, pelo Conselho Nacional de Proteção de Dados Pessoaise da Privacidade (CNDP), além de três grupos de órgãos: (i) órgãos de assistência; (ii) órgãos seccionais; e (iii) órgãos específicos singulares, conforme elencado no artigo 3° do Decreto nº 10.474, de 26 de agosto de 2020.
Todos esses órgãos foram regulamentados por meio do mesmo Decreto nº 10.474/2020, que veio a ser posteriormente alterado pelo Decreto nº 10.975 (de 22 de fevereiro de 2022), sucedido pelas alterações promividas pelo Decreto nº 11.202 (de 21 de setembro de 2022), tendo ainda sofrido alterações pelo Decreto nº 11.758 (de 30 de outubro de 2023).

### Conselho Diretor
O Conselho Diretor é o órgão máximo de direção, sendo composto por cinco (05) diretores, entre os quais se inclui o Diretor-Presidente, a quem incumbe, entre outras atribuições, a gestão e a representação institucional da ANPD, conforme previsto no art. 3° § 2°, do Decreto 10.474/20. 
Esses cinco diretores membros serão escolhidos entre os brasileiros de reputação ilibada, portadores de diploma de nível superior e elevado conceito no campo de especialidade dos cargos, providos por nomeação do Presidente da República , seguida de sabatina perante o Senado, conforme ocorre em outros cargos providos por nomeação presidencial, como, por exemplo, os integrantes de agências reguladoras, o presidente do Banco Central, os Ministros do STF, entre outros.
O mandato dos diretores membros tem duração de quatro (04) anos, período durante o qual somente podem ser afastados preventivamente pelo Presidente após processo administrativo disciplinar.
Em outubro de 2020, o presidente Jair Bolsonaro nomeou cinco pessoas para compor os primeiros membros do Conselho Diretor da ANPD.

### Órgãos de assistência direta e imediata ao Conselho Diretor
Os órgãos de assistência (i), prestam auxílio direto e imediato ao Conselho Diretor. São eles: a Secretaria Geral (SG) e a Coordenação-Geral de Relações Institucionais e Internacionais (CGRII).

### Órgãos seccionais
Por sua vez, os órgãos seccionais (ii) são: a Coordenação-Geral de Tecnologia da Informação (CGTI), a Coordenação-Geral de Administração (CGA), a Procuradoria-Federal Especializada (PFE), a Ouvidoria e a Corregedoria.

### Órgãos específicos singulares
Por último, os  órgãos específicos singulares (iii) são: a Coordenação-Geral de Fiscalização (CGF), Coordenação-Geral de Normatização (CGN), Coordenação-Geral de Tecnologia e Pesquisa (CGTP). 

### Conselho Nacional de Proteção de Dados Pessoais e da Privacidade
O Conselho Nacional de Proteção de Dados Pessoais e da Privacidade será composto por vinte e um membros, sendo cinco representantes indicados pelo Poder Executivo, três pela sociedade civil, três por instituições científicas, três pelo setor produtivo, um pelo Senado, um pela Câmara dos Deputados, um pelo Conselho Nacional de Justiça, um pelo Conselho Nacional do Ministério Público, um pelo Comitê Gestor da Internet, um por empresários e um por trabalhadores. Os conselheiros terão mandato de dois anos e podem ser substituídos pelo Presidente da República a qualquer tempo.

## Atribuições
De acordo com a Lei nº 13.853, de 8 julho de 2019, no art. 55-J, cabe à ANPD:
- Zelar pela proteção dos dados pessoais, nos termos da legislação;
- Zelar pela observância dos segredos comercial e industrial, observada a proteção de dados pessoais e do sigilo das informações quando protegido por lei;
- Elaborar diretrizes para a Política Nacional de Proteção de Dados Pessoais e da Privacidade;
- Fiscalizar e aplicar sanções em caso de tratamento de dados realizado em descumprimento à legislação, mediante processo administrativo que assegure o contraditório, a ampla defesa e o direito de recurso;
- Apreciar petições de titular contra controlador após comprovada pelo titular a apresentação de reclamação ao controlador não solucionada no prazo estabelecido em regulamentação;
- Promover na população o conhecimento das normas e das políticas públicas sobre proteção de dados pessoais e das medidas de segurança
- Promover e elaborar estudos sobre as práticas nacionais e internacionais de proteção de dados pessoais e privacidade;
- Estimular a adoção de padrões para serviços e produtos que facilitem o exercício de controle dos titulares sobre seus dados pessoais, os quais deverão levar em consideração as especificidades das atividades e o porte dos responsáveis;
- Promover ações de cooperação com autoridades de proteção de dados pessoais de outros países, de natureza internacional ou transnacional;
- Dispor sobre as formas de publicidade das operações de tratamento de dados pessoais, respeitados os segredos comercial e industrial;
- Solicitar, a qualquer momento, às entidades do poder público que realizem operações de tratamento de dados pessoais informe específico sobre o âmbito, a natureza dos dados e os demais detalhes do tratamento realizado, com a possibilidade de emitir parecer técnico complementar para garantir o cumprimento da LGPD;
- Elaborar relatórios de gestão anuais acerca de suas atividades;
- Editar regulamentos e procedimentos sobre proteção de dados pessoais e privacidade, bem como sobre relatórios de impacto à proteção de dados pessoais para os casos em que o tratamento representar alto risco à garantia dos princípios gerais de proteção de dados pessoais previstos na Lei;
- Ouvir os agentes de tratamento e a sociedade em matérias de interesse relevante e prestar contas sobre suas atividades e planejamento;
- Arrecadar e aplicar suas receitas e publicar, no relatório de gestão a que se refere o inciso XII do caput deste artigo, o detalhamento de suas receitas e despesas;
- Realizar auditorias, ou determinar sua realização, no âmbito da atividade de fiscalização de que trata o inciso IV e com a devida observância do disposto no inciso II do caput deste artigo, sobre o tratamento de dados pessoais efetuado pelos agentes de tratamento, incluído o poder público;
- Celebrar, a qualquer momento, compromisso com agentes de tratamento para eliminar irregularidade, incerteza jurídica ou situação contenciosa no âmbito de processos administrativos, de acordo com o previsto no Decreto-Lei nº 4.657, de 4 de setembro de 1942 (LINDB);[15]
- Editar normas, orientações e procedimentos simplificados e diferenciados, inclusive quanto aos prazos, para que microempresas e empresas de pequeno porte, bem como iniciativas empresariais de caráter incremental ou disruptivo que se autodeclarem startups ou empresas de inovação, possam adequar-se à Lei;
- Garantir que o tratamento de dados de idosos seja efetuado de maneira simples, clara, acessível e adequada ao seu entendimento, nos termos da LGPD e da Lei nº 10.741, de 1º de outubro de 2003 (Estatuto da Pessoa Idosa);[16]
- Deliberar, na esfera administrativa, em caráter terminativo, sobre a interpretação da LGPD, as suas competências e os casos omissos;
- Comunicar às autoridades competentes as infrações penais das quais tiver conhecimento;
- Comunicar aos órgãos de controle interno o descumprimento do disposto na Lei por órgãos e entidades da administração pública federal;
- Articular-se com as autoridades reguladoras públicas para exercer suas competências em setores específicos de atividades econômicas e governamentais sujeitas à regulação;
- Implementar mecanismos simplificados, inclusive por meio eletrônico, para o registro de reclamações sobre o tratamento de dados pessoais em desconformidade com a Lei.

A Lei estabelece ainda que o órgão deverá articular sua atuação com o Sistema Nacional de Defesa do Consumidor, do Ministério da Justiça, e outros órgãos.

## Sanções
Segundo o art. 55-K da Lei  nº 13.853, de 8 julho de 2019, é de responsabilidade exclusiva da ANPD a aplicação das sanções administrativas para o descumprimento da LGPD. Dentre as sanções possíveis, encontram-se por exemplo a suspensão do funcionamento de banco de dados, proibição do exercício de atividades relacionadas a tratamento de informações por um período de seis meses, prorrogável por igual período em caso de reincidência, advertências, multas e indenizações a usuários prejudicados por falhas no tratamento de informações. A lista de todas as sanções está no art. 52 da LGPD, são elas:
- Advertência, com indicação de prazo para adoção de medidas corretivas;
- Multa simples, de até 2% (dois por cento) do faturamento da pessoa jurídica de direito privado, grupo ou conglomerado no Brasil no seu último exercício, excluídos os tributos, limitada, no total, a R$ 50.000.000,00 (cinquenta milhões de reais) por infração;
- Multa diária, observado o limite total a que se refere o inciso acima;
- Publicização da infração após devidamente apurada e confirmada a sua ocorrência;
- Bloqueio dos dados pessoais a que se refere a infração até a sua regularização;
- Eliminação dos dados pessoais a que se refere a infração;

Ainda segundo o art. 52, no parágrafo 1º, as sanções serão aplicadas após procedimento administrativo que possibilite a oportunidade da ampla defesa, de forma gradativa, isolada ou cumulativa, de acordo com as peculiaridades do caso concreto e considerados os seguintes parâmetros e critérios:
- A gravidade e a natureza das infrações e dos direitos pessoais afetados;
- A boa-fé do infrator;
- A vantagem auferida ou pretendida pelo infrator;
- A condição econômica do infrator;
- A reincidência;
- O grau do dano;
- A cooperação do infrator;
- A adoção reiterada e demonstrada de mecanismos e procedimentos internos capazes de minimizar o dano, voltados ao tratamento seguro e adequado de dados;
- A adoção de política de boas práticas e governança;
- A pronta adoção de medidas corretivas;
- A proporcionalidade entre a gravidade da falta e a intensidade da sanção.

## Custos
Apesar de a criação da ANPD estar sendo feita sem aumento de despesas, pois utiliza cargos e funções de órgãos e entidades do Executivo, seu surgimento tem um custo intrínseco, pois um órgão assim precisará alcançar eficiência e autonomia e isso ocorrerá com a arrecadação obtida das multas e das sanções. Além disso, empresas que lidam com processamento de dados precisarão se adaptar à Lei a fim de não sofrer sanções, o que pode gerar aumento de despesas.

## Marco Civil
Para possibilitar a existência da ANPD, a MP 869/2018 altera o Marco Civil da Internet para permitir que pessoas jurídicas de direito privado controladas pelo Poder Público, como é o caso da ANPD, possam tratar dados de bancos de dados sobre segurança pública, defesa nacional, segurança do Estado ou atividade de investigação e repressão penal, o que antes era proibido para empresas públicas e privadas.

## Histórico
Em outubro de 2021, a ANPD tornou-se membro, com direito a voto, da Rede Ibero-americana de Proteção de Dados.